# ناحیه سطاره
ناحیه سطاره (به عربی: دائرة السطارة) یک ناحیه در الجزایر است که در استان جیجل واقع شده‌است. ناحیه سطاره ۱۸۴٫۳۳ کیلومتر مربع مساحت و ۱۸٬۹۷۶ نفر جمعیت دارد.